# Hrabůvka (Ostrawa)
Hrabůvka (niem. Neuen Grab) – jedna z 37 części miasta statutarnego Ostrawy, stolicy kraju morawsko-śląskiego, we wschodnich Czechach, tworzy część obwodu miejskiego Ostrava-Jih. Jest to także jedna z 39 gmin katastralnych o powierzchni 428,5168 ha, jednak jej zachodnia część obejmuje północny skrawek części miasta Bělský Les. Populacja w 2001 wynosiła 31555 osób, zaś w 2012 odnotowano 1494 adresów. 
Położona jest na lewym brzegu Ostrawicy, w północnych Morawach, w południowej części miasta.

## Demografia[2]
| Rok             | 1869 | 1880 | 1890 | 1900 | 1910 | 1921 | 1930 | 1950 | 1961  | 1970  | 1980  | 1991  | 2001  |
| --------------- | ---- | ---- | ---- | ---- | ---- | ---- | ---- | ---- | ----- | ----- | ----- | ----- | ----- |
| Liczba ludności | 583  | 796  | 1502 | 2312 | 3032 | 3005 | 5155 | 5346 | 10581 | 30473 | 38810 | 36070 | 31555 |

## Historia
Pierwsza pisemna wzmianka o miejscowości Nouam Graboniam, jeszcze z nietypowym dla języka czeskiego brakiem spirantyzacji g ≥ h, pochodzi z 1392 roku. Przez stulecia wieś zachowywała charakter wiejski, a mieszkańcy zajmowali się również rybactwem. Wraz z rozwojem przemysłu w okolicach Ostrawy miejscowa ludność znajdowała właśnie tam nową pracę.
Przed 1780 miejscowość podlegałą parafii i szkole w Paskovie, później Hrabovej. W 1873 powstała tutejsza szkoła, a samodzielna parafia została ustanowiona w 1910. W latach 1921–1923 wybudowano tu robotniczą kolonię Jubilejni kolonie (Kolonia Jubileuszowa) złożoną z 605 mieszkaniami. W 1924 miejscowość została przyłączona do Morawskiej Ostrawy.